# Arrest Bannenberg/Polak
Het arrest Bannenberg/Polak (HR 19 november 2004, NJ 2006/215) is een arrest van de Nederlandse Hoge Raad dat betrekking heeft op vestiging van stil pandrecht op vorderingen op naam.

## Regelgeving
Een stil pandrecht kan worden gevestigd door een authentieke (pand)akte bij een notaris of door een onderhandse akte te laten inschrijven bij de Belastingdienst (art. 3:239 BW), waarbij conform het arrest Spaarbank Rivierenland/Gispen de datum van aanbieden van de akte ter registratie geldt als datum van registratie.

## Samenvatting
Bannenberg heeft een onderhandse akte van cessie van vorderingen op debiteuren van Bouwpartners op 26 mei 2001 middels een authentieke akte van depot bij de notaris gedeponeerd, met opdracht om deze op 30 mei als onderhandse akte te doen inschrijven bij de Belastingdienst. Op 29 mei wordt surseance verleend en op 30 mei gaat Bouwpartners failliet. De notaris laat de onderhandse akte op 30 mei inschrijven bij de Belastingdienst, maar dat is intussen te laat. Er is geen geldig pandrecht tot stand gekomen.

## Casus
Betrokkenen:
- Bannenberg Advocaten BV
- Bouwpartners Projectdetachering BV
- Mr. Polak, curator in het faillissement van Bouwpartners

De procureur-generaal geeft de volgende samenvatting:

1

In cassatie zijn de volgende feiten van belang. Sinds 1998–1999 heeft Bannenberg (...) juridische bijstand verleend aan Bouwpartners Projectdetachering BV (hierna: Bouwpartners). Ter zake van deze bijstand was er begin april 2001 een betalingsachterstand van ongeveer f 60.000. In verband met een eventuele verkoop of overname van Bouwpartners heeft Bannenberg in april en mei 2001 juridische bijstand verleend.

Tussen Bouwpartners en Bannenberg is in april 2001 overeengekomen dat Bouwpartners op eerste verzoek van Bannenberg een (tweede) pandrecht op haar vorderingen zou verstrekken aan Bannenberg. Op 23 mei 2001 hebben Bannenberg en Bouwpartners ter uitvoering van deze overeenkomst een (onderhandse) pandakte opgemaakt en ondertekend, waarbij Bouwpartners aan Bannenberg verleend heeft ‘een (stil) pandrecht van de hoogst mogelijke rang (…) op alle vorderingen die de pandgever heeft en zal hebben op haar handelsdebiteuren’. Voorts is in deze pandakte onder punt 4 onder meer opgenomen ‘vestiging van het onderhavige pandrecht geschiedt door ondertekening en registratie van deze akte.’

Op 26 mei 2001 is de pandakte door Bannenberg gedeponeerd bij notaris Peeters te Rosmalen. Laatstgenoemde heeft daarvan een akte van depot gemaakt, waarin onder meer de zin is opgenomen: ‘Van voormelde pandakte is het origineel met als bijlage een pandlijst gedateerd zevenentwintig april tweeduizendéén door mij, notaris, in depot genomen.’
Op 29 mei 2001 is dezelfde pandakte opnieuw in depot genomen door de genoemde notaris, die daarvan wederom een akte van depot heeft opgemaakt, waarin onder meer de zin is opgenomen:
Van voormelde pandakte is het origineel met als bijlage een pandlijst gedateerd negenentwintig mei tweeduizendéén door mij, notaris, in depot genomen.
Op 30 mei 2001 is de –eerste– notariële akte van depot van 26 mei 2001 ter registratie aangeboden bij de Belastingdienst; de
–tweede– notariële akte van depot van 29 mei 2001 is op 6 juni 2001 bij de Belastingdienst ter registratie aangeboden.
Bouwpartners is op 30 mei 2001 (...) failliet verklaard onder gelijktijdige intrekking van de op 29 mei 2001 (...) verleende voorlopige surseance van betaling.

De eerste en tweede pandakte hadden respectievelijk betrekking op een pandlijst van 29 april en 29 mei.

## Rechtsvraag
Partijen verschillen van mening over de vraag of tussen Bouwpartners en Bannenberg rechtsgeldig een pandrecht is gevestigd.

## Procesgang
Partijen zijn overeengekomen het geschil bij prorogatie aan het hof voor te leggen.
De curator vordert een verklaring voor recht dat géén geldig pandrecht is gevestigd.
Deze vordering wordt door het hof toegewezen. Het cassatieberoep is verworpen.

### Hof
Het hof overwoog:

4.4

Volgens de artikelen 3 en 4 van deze wet [Registratiewet 1970] dienen ook (alle) authentieke en onderhandse akten van notarissen door deze notarissen ter registratie te worden aangeboden; reeds daaruit volgt dat het deponeren bij een notaris niet (op zichzelf) kan worden aangemerkt als registratie in de zin van de Registratiewet 1970.

Uit de tekst van artikel 3:239 BW kan niet anders worden opgemaakt dan dat het vereiste van registratie bij de vestiging van een (stil) pandrecht alleen niet geldt voor een authentieke akte, terwijl voor een onderhandse akte deze registratie vereist is wil het pandrecht gevestigd worden;

4.6

Nu vast staat dat de pandakte in geen geval eerder dan op 30 mei 2001 is geregistreerd in de zin van de Registratiewet 1970 heeft deze registratie plaatsgehad op een tijdstip waarop Bouwpartners niet meer bevoegd was tot beheer en beschikking als bedoeld in artikel 23 Fw, en is derhalve voor Bannenberg geen pandrecht gevestigd op de vorderingen van Bouwpartners op haar debiteuren.

### Hoge Raad
De Hoge Raad overwoog:

3.1

Het gaat in cassatie nog slechts om de vraag of aan het in art. 3:239 lid 1 BW neergelegde voorschrift van registratie van
onderhandse akten van verpanding van vorderingen op naam ook is voldaan indien (en op het moment dat) de desbetreffende akte
bij een notaris is gedeponeerd, althans indien (en op het moment dat) de notaris van dat depot een akte heeft opgemaakt.

3.2

Het hof heeft de hiervoor in 3.1 geformuleerde vraag ontkennend beantwoord (...)

De Hoge Raad geeft hetzelfde ontkennende antwoord.
De (eerste) pandakte is pas bij de Belastingdienst ter registratie aangeboden op de dag dat Bouwpartners failliet werd verklaard.
Derhalve is geen geldig pandrecht gevestigd.